# Індекс AScX
Індекс AScX (походить від англ. Amsterdam Small Cap Index) є третім фондовим індексом біржі Euronext Amsterdam. Індекс AScX існує з 2 березня 2005 року.

## Розрахунок індексу AScX
Індекс AEX представлений 25 цінними паперами найбільших за ринковою капіталізацією акцій у вільному обігу та найбільших за торговим оборотом акцій компаній на біржі. Наступні за величиною 25 цінних паперів представлені в індексі AMX (середня капіталізація). Індекс AScX представляє наступні 25 менших за торговим обсягом акцій.
Відправною точкою для включення в AScX є оборот торгівлі акціями на біржі. Вага в самому індексі встановлюється на основі ринкової капіталізації, враховуючи акції у вільному обігу. Жодна акція не може мати вагу більшу ніж 15% індексу при визначенні вагових коефіцієнтів. 
Індекс встановлюється щорічно, після закриття біржевих торгів у третю п'ятницю березня. Також індекс може бути змінений у червні, вересні та грудні, і в цьому випадку ці зміни також набувають чинності в третю п'ятницю того ж місяця.

## Склад AScX
Точна вага індексу змінюється щодня, оскільки, наприклад, сильно зростаючі акції отримують більшу вагу. Перезважування відбувається двічі на рік після першого торгового дня у березні та вересні, а у випадку зникнення акцій з біржі (поглинання, банкрутство) або виплати супердивідендів вносяться незначні корективи. За замовчуванням індекс AScX містить 25 акцій.